# جون إف. سايتس
جون إف. سايتس (بالإنجليزية: John F. Seitz)‏ هو مصور سينمائي ومخترع أمريكي، ولد في 23 يونيو 1892 في شيكاغو في الولايات المتحدة، وتوفي في 27 فبراير 1979 في وودلاند هيلز، كاليفورنيا في الولايات المتحدة.

## وصلات خارجية
- جون إف. سايتس على موقع IMDb (الإنجليزية)
- جون إف. سايتس على موقع ألو سيني (الفرنسية)
- جون إف. سايتس على موقع تيرنر كلاسيك موفيز (الإنجليزية)
- جون إف. سايتس على موقع أول موفي (الإنجليزية)
- جون إف. سايتس على موقع قاعدة بيانات الأفلام السويدية (السويدية)
- جون إف. سايتس على موقع قاعدة بيانات الفيلم (الإنجليزية)
- جون إف. سايتس على موقع كينوبويسك (الروسية)